# New Wave (fantascienza)
La new wave (letteralmente "nuova ondata" in inglese) è stata una corrente letteraria della fantascienza sorta nel 1964, quando un giovane scrittore inglese, Michael Moorcock, assunse la direzione della rivista di fantascienza britannica New Worlds, trasformandola in breve tempo nel punto di raccolta di tutte le tendenze più sperimentali ed eversive della fantascienza di quel periodo. La new wave nacque come reazione spontanea alla fantascienza allora esistente (in particolare quella britannica), giudicata priva di originalità, pesante e senza alcuna ambizione.

## Temi
La new wave fu caratterizzata da un alto grado di sperimentazione, sia nella forma che nei contenuti. Gli autori new wave introdussero nelle loro opere di fantascienza varie tecniche usate nella letteratura mainstream, come ad esempio la tecnica del cut-up di William S. Burroughs, o il monologo interiore (anche detto "flusso di coscienza") reso celebre da James Joyce.
Nei contenuti, la new wave rigettò l'intero nucleo dei temi propri sino ad allora della fantascienza tradizionale (definito "outer space", ovvero spazio esterno), a favore della focalizzazione sulla violazione dei tabù (come l'incesto, l'ateismo, l'antimperialismo ecc.) con un approccio più marcatamente rivolto agli abissi della mente umana, un tema che J. G. Ballard, uno dei massimi esponenti di questa nuova corrente (nonostante il suo continuo rifiuto di dichiararsene parte), chiamò "innerspace" (letteralmente spazio interno).
(dall'articolo "Qual è la strada per lo spazio interiore", di J. G. Ballard)
Una delle idee centrali della new wave fu l'entropia (tema classico della letteratura postmoderna), l'idea che l'universo cesserà irrevocabilmente di esistere, e le sue ripercussioni sulla società umana. Ma ebbe molto seguito anche l'idea della "rilevanza" (relevance); il riconoscimento, sulla base di alcuni elementi, di una tendenza in atto nella società contemporanea per proiettarla nei suoi sviluppi futuri, non tanto con lo scopo di prevedere il futuro come farebbe la futurologia, quanto per discutere fenomeni rilevanti del presente estremizzati in un contesto ipotetico.
La new wave iniziò ad esplorare molti soggetti, incluso il sesso nella fantascienza, in modi ritenuti fino ad allora impensabili. L'antologia Dangerous Visions di Harlan Ellison ne fu un'importante pietra miliare, fungendo da vetrina per la new wave sia statunitense che britannica.
La rivista New Worlds non ebbe vita lunga. Sei anni dopo la sua nascita fu costretta a chiudere. Molte delle innovazioni proprie della new wave non erano state gradite dal pubblico più tradizionale e avevano innescato lunghe polemiche tra gli appassionati del genere fantascientifico. La rivoluzione culturale della new wave non si esaurì comunque del tutto. Molti degli autori di fantascienza degli anni settanta erano ormai stati influenzati da questa nuova ondata e dimostrarono di sapersi sbarazzare facilmente di molti dei preconcetti e delle barriere culturali che avevano caratterizzato la fantascienza degli anni passati.

## Origine del termine
Il termine new wave deriva dal nome del movimento cinematografico Nouvelle Vague (in francese nuova onda): film caratterizzati dal lavoro di Jean-Luc Godard, François Truffaut ed altri.
Fu in seguito applicato ai nuovi fenomeni musicali successivi al punk rock britannico degli anni settanta.

## Principali autori new wave
- Brian Aldiss
- J. G. Ballard
- John Brunner
- Philip K. Dick
- Samuel R. Delany
- Thomas M. Disch
- Harlan Ellison
- Harry Harrison
- M. John Harrison
- Frank Herbert
- Ursula K. Le Guin
- Stanisław Lem
- Barry N. Malzberg
- Michael Moorcock
- Keith Roberts
- Robert Silverberg
- Norman Spinrad
- Roger Zelazny

Ray Bradbury, Theodore Sturgeon, Algis Budrys (specialmente per il suo romanzo Il satellite proibito (Rogue Moon) con il suo uso del freudismo) ed Alfred Bester possono invece essere considerati importanti precursori di questa corrente letteraria.